# La Fée Carabosse ou le Poignard fatal
Pour plus de détails, voir Fiche technique et Distribution.
La Fée Carabosse ou le Poignard fatal est un film muet de Georges Méliès sorti en 1906. Il dure 12 minutes.

## Synopsis
Un jeune troubadour consulte la Fée Carabosse pour connaître son avenir. Celle-ci lui montre la vision d’une princesse prisonnière dans un château. Pour aller la délivrer, elle lui propose un talisman magique. Au moment de payer, le troubadour trompe la fée en lui donnant un sac rempli de sable. Elle jure de se venger [..]